# Repetició espaiada

En el sistema Leitner, les targetes contestades correctament són disposades a la caixa següent (menys freqüent), mentre que les que s'han contestat de manera incorrecta són retornades a la primera capsa, per poder ser revisades amb més freqüència.

La repetició espaiada és un sistema d'aprenentatge que sovint fa ús de bits o targetes d'aprenentatge. Les targetes més noves o difícils són mostrades més freqüentment, mentre que les més repassades i més fàcils són mostrades amb menys freqüència. És verídic que la repetició espaiada accelera el ritme d'aprenentatge.
Tot i que el principi és útil dins molts contextos, la repetició espaiada és generalment aplicada en contextos en els quals un alumne ha d'adquirir una gran quantitat de conceptes i ser capaç de recordar-los indefinidament. Així doncs, és adient per l'adquisició de vocabulari en l'aprenentatge d'una llengua estrangera.

## Exemple amb bits (o targetes d'aprenentatge)

Animació de tres sessions